# Эрнестина Августа София Саксен-Веймар-Эйзенахская
Эрнестина Августа София Саксен-Веймар-Эйзенахская (нем. Ernestine Auguste Sophie von Sachsen-Weimar-Eisenach; 4 января 1740, Веймар — 10 июня 1786, Хильдбургхаузен) — герцогиня Саксен-Гильдбурггаузенская.

## Биография
Эрнестина Августа София — дочь герцога Эрнста Августа I Саксен-Веймар-Эйзенахского и его второй супруги Софии Шарлотты Альбертины Бранденбург-Байрейтской, дочери маркграфа Георга Фридриха Карла.
В восемь лет Эрнестина Августа София осталась полной сиротой и была отдана на воспитание ко двору дяди, маргкрафа Байрейта Фридриха III. 1 июля 1758 года Эрнестина Августа София вышла замуж в Байрейте за герцога Эрнста Фридриха III Саксен-Гильдбурггаузенского. Браку поспособствовала тётка Эрнестины, королева Дании София Магдалена. Жених уже был дважды вдовцом и погряз в долгах. После смерти мужа Эрнестина осталась в Гильдбурггаузене и посвятила себя занятиям музыкой. Опеку над малолетним наследником Фридрихом принял на себя Иосиф Фридрих Саксен-Гильдбурггаузенский.

## Потомки
- Эрнестина Фридерика София (1760—1776), замужем за герцогом Францем Саксен-Кобург-Заальфельдским, брак бездетен
- Кристина София Каролина (1761—1790), замужем за Евгением Саксен-Гильдбурггаузенским (1730—1795), брак бездетен
- Фридрих (1763—1834), герцог Саксен-Гильдбурггаузена, с 1826 года герцог Саксен-Альтенбурга, женат на Шарлотте Мекленбург-Стрелицкой